# Gynacantha
Gynacantha (лат.) — род стрекоз из семейства Aeshnidae.

## Описание
Длина тела от 55 до 90 мм. На лбу имеется Т-образная точка. Птероторакс бледными или темными полосами или одноцветно окрашен. Брюшко красновато-коричневое или бледно-коричневое с бледно-зелеными, желтыми или голубыми пятнами. Крылья у некоторых видов затемнены в основании или по переднему краю.

## Экология
Американские виды развиваются в водоёмах и илистым дном, временных прудах и фитотельматах в тропических лесах. Стрекозы активны в сумерках, ночью часто залетают в освещённые помещения. В Австралии личинки обитают в прудах, болотах, пещерных водоёмах. В Африке личинки обитают во временных водоёмах, образующихся в сезон дождей. Развитие личинок длится 2—3 месяца, оставшуюся часть года (9 месяцев) проводит на стадии имаго.

## Распространение
Представители рода встречаются на юге США (Флорида), Мексике, Центральной Америке, островах Карибского моря и Южной Америке, в Африке и Австралии. В Азии наиболее разнообразны в Индии. На север граница ареала рода доходит до Японии.

## Классификация
В мировой фауне насчитывается 86 вида, в том числе.
в Южной и Центральной Америке
- Gynacantha adela Martin, 1909
- Gynacantha auricularis Martin, 1909
- Gynacantha bartai Paulson and von Ellenrieder, 2005
- Gynacantha bifida Rambur, 1842
- Gynacantha caudata Karsch, 1891
- Gynacantha chelifera McLachlan, 1896
- Gynacantha convergens Förster, 1908
- Gynacantha croceipennis Martin, 1897
- Gynacantha ereagris Gundlach, 1888
- Gynacantha francesca Martin, 1909
- Gynacantha gracilis (Burmeister, 1839)
- Gynacantha helenga Williamson and Williamson, 1930
- Gynacantha interioris Williamson, 1923
- Gynacantha jessei Williamson, 1923
- Gynacantha klagesi Williamson, 1923
- Gynacantha laticeps Williamson, 1923
- Gynacantha litoralis Williamson, 1923
- Gynacantha membranalis Karsch, 1891
- Gynacantha mexicana Selys, 1868
- Gynacantha nervosa Rambur, 1842
- Gynacantha remartinia Navas, 1934
- Gynacantha tenuis Martin, 1909
- Gynacantha tibiata Karsch, 1891

в Африке.
- Gynacantha africana (Palisot de Beauvois, 1807)
- Gynacantha bispina Rambur, 1842
- Gynacantha bullata Karsch, 1891
- Gynacantha cylindrata Karsch, 1891
- Gynacantha immaculifrons Fraser, 1956
- Gynacantha malgassica Fraser, 1962
- Gynacantha manderica Grunberg, 1902
- Gynacantha nigeriensis (Gambles, 1956)
- Gynacantha radama Fraser, 1949
- Gynacantha sextans McLachlan, 1896
- Gynacantha stylata Martin, 1896
- Gynacantha usambarica Sjostedt, 1909
- Gynacantha vesiculata Karsch, 1891
- Gynacantha villosa Grunberg, 1902

в тропической и субтропической Азии
- Gynacantha albistyla Fraser, 1927
- Gynacantha apicalis Fraser, 1924
- Gynacantha bainbriggei Fraser, 1922
- Gynacantha basiguttata Selys, 1882
- Gynacantha bayadera Selys, 1891
- Gynacantha biharica Fraser, 1927
- Gynacantha burmana Lieftinck, 1960
- Gynacantha demete Ris, 1911
- Gynacantha dohrni Krüger, 1899
- Gynacantha dravida Lieftinck, 1960
- Gynacantha hyalina Selys, 1882
- Gynacantha japonica Bartenev, 1909
- Gynacantha khasiaca McLachlan, 1896
- Gynacantha kirbyi Krüger, 1899
- Gynacantha limbali Karsch, 1892
- Gynacantha maclachlani Förster, 1899
- Gynacantha millardi Fraser, 1920
- Gynacantha musa Karsch, 1892
- Gynacantha odoneli Fraser, 1922
- Gynacantha phaeomeria Lieftinck, 1960
- Gynacantha risi Laidlaw, 1931
- Gynacantha rosenbergi Kaup, 1867
- Gynacantha saltatrix Martin, 1909
- Gynacantha stenoptera Lieftinck, 1934
- Gynacantha subinterrupta Rambur, 1842

в Австралии
- Gynacantha dobsoni Fraser, 1951
- Gynacantha kirbyi Krüger, 1898
- Gynacantha mocsaryi Förster, 1898
- Gynacantha nourlangie Theischinger & Watson, 1991
- Gynacantha rosenbergi Kaup, 1867